# Distretto di Calamarca
Il distretto di  Calamarca è uno dei quattro distretti della provincia di Julcán, in Perù. Si trova nella regione di La Libertad e si estende su una superficie di  207,57 chilometri quadrati.